# Lisa de Rooy
Elisabeth (Lisa) de Rooy (Wageningen, 25 juli 1961) is een Nederlands actrice en schrijfster.
Haar grootste en bekendste rol op televisie is waarschijnlijk als moeder van Sara de Waal in de kinderfilm Lang leve de koningin uit 1995. Daarnaast in de rol van Anneloes in de dramaserie Mouna's Keuken, waarvan zij tevens mede-scenarioschrijver is.
Als schrijfster heeft ze een paar boeken uitgebracht, waaronder "In de ogen van mijn broer" (ISBN 9789050001045) uit 1999.
- Digitale Bibliotheek voor de Nederlandse Letteren: rooy052
- Gemeinsame Normdatei: 124213863
- International Standard Name Identifier: 0000 0000 5731 4650
- Library of Congress Control Number: n99257640
- Nederlandse Thesaurus van Auteursnamen: 181084082
- Virtual International Authority File: 74779468
- WorldCat: E39PBJgtbvvDp8w8xQHjk36h73